# MzXML
mzXML ist ein XML-basiertes Dateiformat in der Massenspektrometrie. Es handelt sich um ein offenes Format, das herstellerunabhängig ist. Metadaten zu den verwendeten Instrumenten werden eingebettet. Unterstützt wird Massenspektrometrie (MS), Tandem-Massenspektrometrie (MS/MS) oder (MSn), aber auch Chromatografie mit Massenspektrometrie-Kopplung oder MALDI-TOF MS. Die unterstützenden Werkzeuge wurden unter einer Open-Source-Lizenz veröffentlicht. Um bei Gleitkommazahlen die Präzision zu erhalten, wird das Masse-zu-Ladung-Verhältnis und die Intensität in base64 kodiert und in das XML integriert. Die Position jedes Scans wird indiziert, was einen bei größeren Datensätzen deutlich leistungsfähigeren wahlweisen Dateizugriff ermöglicht.
Von anderen Forschungsgruppen wurde kritisiert, dass mzXML nicht das Rohdatenformat darstellt und auch keine Messdaten aufnehmen kann. mzXML sei ungeeignet für Zulassungseinreichungen, ist nicht für die Datenauswertung optimiert und bilde den Aufbau des Experiments nicht ab. 2008 wurde das Nachfolgeformat mzML vorgestellt, welches die Datenformate mzXML und mzData zusammenführte.